# Parapsammophila carinata
Parapsammophila carinata är en biart som beskrevs av Guichard 1988. Parapsammophila carinata ingår i släktet Parapsammophila och familjen grävsteklar. Inga underarter finns listade i Catalogue of Life.